# Victorville, California
Victorville este un oraș din California, SUA. Se află la o altitudine de 831 m deasupra nivelului mării. Are o suprafață de 191,378762 km². Populația este de 134.810 locuitori, determinată în 1 aprilie 2020, prin recensământ.